# Jedr El Moubghuen
Jedr El Moubghuen est une commune de Mauritanie située dans le département de Rosso de la région de Trarza.